# Sayf al-Din Inal
Al-Malik al-Ashraf Sayf ad-Din Abu an-Nasr Inal al-'Ala'i az-Zahiri an-Nasiri al-Ajrud, más conocido como Sayf ad-Din Inal también transcrito como Saif ad-Din Aynal (El Cairo, 26 de febrero de 1381 - 26 de febrero de 1461) fue el decimotercer sultán de la Dinastía burji de Egipto, gobernando entre 1453-1461.

## Primeros años de vida y carrera
Sayf ad-Din Inal nació en El Cairo en 1381 y era hijo de un comerciante circasiano. Fue vendido por su familia al comerciante Ala'ad-Din, quien le dio el nisba o adjetivo que indica el lugar de origen de la persona "al-Ala'i". Posteriormente Ala'ad-Din lo vendió al sultán Az-Zahir Barquq, fundador de la dinastía Burji, en 1397, de ahí su segunda nisba "az-Zahiri". Inal realizó entrenamiento militar durante su servicio con Barquq.
Después de la muerte de Barquq, el sultán An-Nasir Faraj emancipó a Inal y lo alistó en su khassakiyah ("séquito personal"). Inal por lo tanto adquirió el nisba adicional "an-Nasiri". Se ganó el apodo de "al-Arjud" debido a la escasez de su barba. En 1421 al-Faraj le asignó el rango de jamdar ("maestro de las túnicas"). Bajo el efímero sultanato de Ahmad ibn Shaykh fue nombrado en 1421 "emir de diez [mamelucos]". Más tarde fue ascendido al rango de "emir de tambores" por el sultán Barsbay en 1422.
Como recompensa por sus esfuerzos en la campaña de Amid,  Barsbay promovió en 1433 a Inal a " emir de cien, comandante de mil" en El Cairo. También fue reasignado como nawab de Ruha (Edesa), un puesto que aceptó de mala gana, rechazando literalmente la nueva asignación en la mañana y luego cediendo antes de que finalizara el día. Hacia el final del reinado de Barsbay, Inal fue nombrado en 1437 nawab de Safad.
En 1442, durante el sultanato de Jaqmaq, Inal fue nombrado dawadar kabir ("gran secretario ejecutivo") y se convirtió en miembro del consejo gobernante. En 1445, el sultán Jaqmaq lo convirtió en atabik al-asakir (" comandante en jefe de los ejércitos"). El 2 de julio de 1450 Inal, Jaqmaq y Tamam min Abd al-Raziq, el emir al-majlis ("Comandante del Consejo"), fueron rodeados por el julban en su camino hacia la ciudadela. El julban exigió la liberación de diez mamelucos capturados recientemente por orden de Tanam. Inal logró apaciguarlos, prometiendo la liberación de los prisioneros mamelucos. Antes de llegar a la ciudadela se encontraron con Zayn ad-Din Yahya, ustadar ("mayordomo") y figura destacada del julban, al que golpearon con sus garrotes y obligaron a huir. Los mamelucos detenidos fueron liberados al día siguiente.

## Reinado

### Ascenso al sultanato
Jaqmaq abdicó del sultanato en 1453 en favor de su hijo de 18 años, al-Mansur Uthman, y murió ese mismo año. Bajo la presión de poderosos mamelucos que se negaron a reconocer la autoridad de Uthman, Inal aceptó liderar una revuelta contra el nuevo sultán. El 12 de marzo sus fuerzas sitiaron la Ciudadela de El Cairo, detuvieron a todos los emires reales y renegaron oficialmente de su lealtad a Uthman, exigiendo la proclamación de Inal como sultán. El historiador egipcio del siglo XV Ibn Taghribirdi registró que la mayoría de los residentes de la ciudad siguieron sus negocios como de costumbre, mientras que otros iban a la plaza Rumayla para "disfrutar la visión de la batalla".
A pesar de tener una fuerza mucho mayor, la mayoría de los mamelucos zahiris de Uthman le retiraron su apoyo el 16 de marzo cuando el califa abasí al-Qa'im y los principales cadíes ("jueces") aprobaron una resolución que despojaba a Uthman de su autoridad. Inal fue así proclamado sultán a la edad de 73 años y entró en la ciudadela esa misma semana, capturando a Uthman. El 9 de abril Inal hizo que Uthman fuera encarcelado en Alejandría.

### Disturbios internos

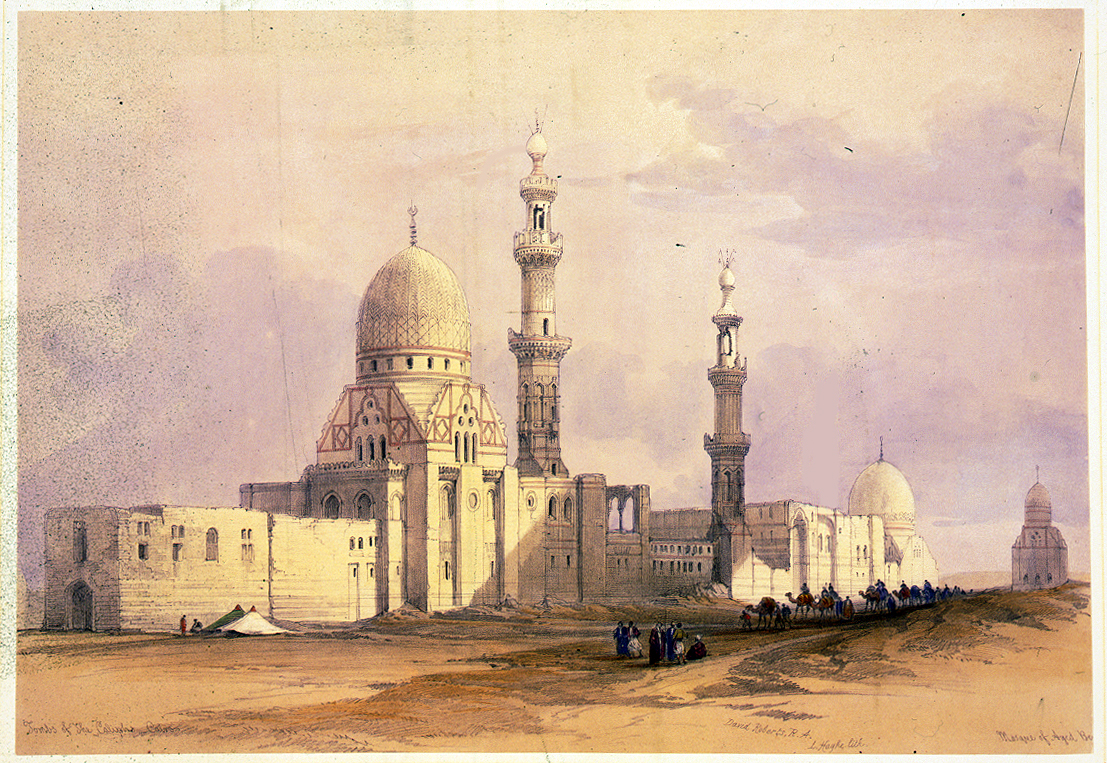
Complejo Sultan Inal

El reinado de Inal es particularmente conocido por los historiadores por la severa ausencia de restricciones entre los aproximadamente 1.000 mamlucos bajo su autoridad directa, conocidos como julban o ajlab. Los julban fueron responsables de disturbios masivos a lo largo de todo el sultanato. Mientras que Inal y su círculo más cercano eran notablemente menos tiránicos y brutales que sus predecesores, las transgresiones de los julban crearon un ambiente de miedo e inseguridad. Según el historiador William Muir, "por primera vez tanto los ricos como los pobres tenían que proteger sus propiedades mediante trincheras y muros". Debido a los frecuentes saqueos en los mercados y tiendas, muchos propietarios de establecimientos cerraron sus negocios para proteger sus bienes y protestar contra las acciones de los mamelucos.
El 15 de junio de 1455 Inal se enfrentó a un motín de aproximadamente 500 de sus mamelucos circasianos después de reunirlos para lanzar una expedición contra las tribus beduinas que invadían la provincia de Al Buhayra (región del Delta).  Inal había rechazado sus solicitudes de camellos personalizados debido a las malas condiciones económicas del sultanato. En consecuencia, los mamelucos se manifestaron en el mercado de caballos de El Cairo, negándose a participar en la expedición. Al no tener líderes, los amotinados fueron organizados y dirigidos por los mamelucos de mayor rango. Intentaron asesinar a Yunus al-Aqba'i, el secretario ejecutivo de Inal, mientras salía de la Ciudadela de El Cairo pero sus guardaespaldas rechazaron a los atacantes e hirieron a algunos de ellos. A los amotinados se les unieron zahiris recientemente expulsados del poder (la facción de la que originalmente provenía Inal) y posteriormente sitiaron la ciudadela, demandando salarios más altos y la entrega de Yunus.  Después, Inal envió oficiales disciplinarios para calmar las preocupaciones de los mamelucos, en vano. Los mamelucos procedieron a asaltar la casa de Yunus pero no tuvieron éxito y regresaron al mercado de caballos. Allí, Inal envió un heraldo para ofrecer una amnistía a los mamelucos y compensación por las heridas sufridas pero estos de nuevo se negaron y golpearon severamente al heraldo. Después los mamelucos bloquearon la calle que conducía hacia la ciudadela impidiendo que los emires reales se fueran. Inal envió a cuatro emires para negociar con los mamelucos pero fueron tomados como rehenes hasta que se cumplieron sus demandas.

### Sucesión y muerte
Una plaga se extendió por El Cairo en 1460, matando a miles de sus habitantes incluyendo aproximadamente 1400 de los mamelucos reales. Inal y su consejo de Ajlab decidieron asignarse a sí mismos los feudos de los terratenientes que perecieron. El ajlab acumuló enormes cantidades de feudos y a los se aferraron hasta el ascenso del sultán Khuskhadam a mediados de 1461.
El 3 de febrero de 1461 se anunció que Inal estaba enfermo.  Más tarde se convocó al califa al-Mustanjid y a sus eruditos legales, a los que Inal transmitió su voluntad de que Ahmad, su hijo mayor y emir al-hajj ("comandante de la la peregrinación [a La Meca ] "), fuera su sucesor. Tras ello, Inal abdicó del sultanato y el 25 de febrero Ahmad fue proclamado sultán,  recibiendo homenaje en el Salón Real de la Audiencia. El 26 de febrero Inal murió a la edad de 80 años después de un reinado de siete años y once meses.
Ahmad gobernó durante cuatro meses antes de abdicar pacíficamente el 28 de junio como resultado de la presión de una alianza de poderosas facciones mamelucas opuestas a su liderazgo, incluidos zahiris, ashrafis, nasiris y sus propios mu'ayyadis. Fueron guiados por el turco Khushkadam que se convirtió en sultán en lugar de Ahmad.